# 小行星5545
小行星5545（英語：5545 Makarov）是一颗围绕太阳公转的小行星。1978年11月1日，柳德米拉·瓦斯列娜·朱然勒娃在克里米亚发现了此天体。
这颗小行星的绝对星等为62.39345等。